# Richard Moll
Pour les articles homonymes, voir Moll.
Richard Moll, né le 13 janvier 1943 à Pasadena (Californie) et mort le 26 octobre 2023 à Big Bear Lake (Californie), est un acteur américain. 

## Biographie

### Jeunesse
Richard Moll est né le 13 janvier 1943 à Pasadena en Californie.

### Carrière
Il est surtout connu pour ses rôles dans House de Steve Miner, La Famille Pierrafeu et Scary Movie 2.

### Mort
Richard Moll meurt chez lui à Big Bear Lake en Californie le 26 octobre 2023 à l'âge de 80 ans .

## Filmographie
Sauf indication contraire, les informations mentionnées dans cette section peuvent être confirmées par la base de données cinématographiques IMDb,  présente dans la section « Liens externes ».

### Cinéma
- 1977 : Brigham
- 1980 : Cataclysm
- 1981 : American Pop
- 1981 : Hard Country
- 1981 : L'Homme des cavernes
- 1981 : Messe noire
- 1982 : Le Challenger
- 1982 : L'Épée sauvage
- 1983 : Metalstorm : La Tempête d'acier
- 1983 : Under Arrest
- 1984 : Ragewar
- 1985 : Night Train to Terror
- 1986 : House
- 1987 : Survivor
- 1988 : Pulse Pounders
- 1989 : Wicked Stepmother
- 1989 : Think Big
- 1991 : Sacré sale gosse (Dutch)
- 1992 : Sidekicks
- 1992 : Marilyn Alive and Behind Bars
- 1992 : Let's Kill All the Lawyers
- 1993 : Alarme fatale
- 1994 : La famille Pierrafeu
- 1994 : No Dessert, Dad, till You Mow the Lawn (en)
- 1994 : Jack et le Haricot magique (Beanstalk)
- 1995 : Starforce
- 1996 : Storybook
- 1996 : Agent double
- 1996 : The Glass Cage
- 1996 : La Course au jouet
- 1996 : The Lawyer
- 1996 : The Elevator (en) d'Arthur Borman, Nigel Dick et Rafal Zielinski
- 1997 : Snide and Prejudice
- 1997 : Living in Peril
- 1997 : Me and the Gods
- 1997 : Little Cobras: Operation Dalmatian
- 1998 : The Survivor
- 1998 : Route 66 (en)
- 1998 : Monkey Business
- 1999 : Foreign Correspondents
- 1999 : But I'm a Cheerleader
- 2000 : Shadow Hours
- 2000 : Le Monstre du campus
- 2000 : That Summer in LA
- 2000 : Flamingo Dreams
- 2001 : Spiders 2 - Le retour des araignées géantes
- 2001 : Évolution
- 2001 : Scary Movie 2
- 2002 : Angel Blade
- 2002 : No Place Like Home
- 2002 : The Biggest Fan
- 2003 : Dumb Luck
- 2003 : The Work and the Story
- 2003 : Cats and Mice
- 2004 : Uh Oh!
- 2005 : Diamond Zero
- 2005 : Angels with Angles
- 2006 : Nightmare Man
- 2007 : Headless Horseman
- 2008 : Christmas Cottage
- 2009 : Love at First Hiccup
- 2011 : Assassins' Code
- 2012 : DisOrientation
- 2012 : Sorority Party Massacre
- 2012 : Hemingway
- 2013 : Jurassic: Stoned Age
- 2014 : BFFs
- 2015 : Slay Belles
- 2015 : Kids vs Monsters
- 2015 : DaZe: Vol. Too (sic) - NonSeNse
- 2016 : Razor

### Télévision
- 1967 : Cher oncle Bill
- 1978 : Welcome Back, Kotter
- 1978 : Deux cent dollars plus les frais
- 1979 : La conquête de l'Ouest
- 1979 : Happy Days - Les jours heureux
- 1979 : Comme un homme libre
- 1979 : B.J. and the Bear
- 1979 : The Misadventures of Sheriff Lobo
- 1979 : Mark Twain: Beneath the Laughter
- 1980 : Buck Rogers
- 1980 : The Bad News Bears (en)
- 1981 : L'Archer et la Sorcière
- 1981 : Best of the West
- 1981 : Here's Boomer
- 1981 : Laverne et Shirley
- 1981 : Bret Maverick
- 1981 : Mork & Mindy
- 1981 : Through the Magic Pyramid
- 1981 : L'Homme qui tombe à pic
- 1982 : Hooker
- 1983 : Savage Journey
- 1983 : Les Enquêtes de Remington Steele
- 1983 : L'Île fantastique
- 1983 : Alice
- 1983 : Just Our Luck (en)
- 1983 : Shérif, fais-moi peur
- 1984 : L'Agence tous risques
- 1984-1992 : Tribunal de nuit (Night Court) : Nostradamus « Bull » Shannon (193 épisodes)
- 1985 : Santa Barbara
- 1986 : Alvin Goes Back to School
- 1986 : Combat High
- 1987 : Touristes en délire
- 1987 : Drôle de vie
- 1987 : Mr. Gun
- 1989 : Mes deux papas
- 1989 : Dream Date
- 1989 : Class Cruise
- 1989 : Monsters
- 1989-1990 : Loin de ce monde
- 1990 : 227
- 1990 : The American Film Institute Presents: TV or Not TV?
- 1990 : Les nouveaux monstres sont arrivés
- 1991 : The Last Halloween
- 1992 : Highlander
- 1992 : Martin
- 1992 : CBS Schoolbreak Special
- 1992-1994 : Batman : Harvey Dent / Double-Face et le Bat-ordinateur (14 épisodes)
- 1993-1994 : Mighty Max
- 1993-1994 : Getting By
- 1994 : Sans dessus dessous
- 1994 : Un tandem de choc (Due South)
- 1994-1995 : Docteur Quinn, femme médecin
- 1995 : Hercule
- 1995 : Babylon 5
- 1995 : Alerte à Malibu
- 1996 : Code Lisa
- 1996 : Mariés, deux enfants
- 1996 : Chercheurs d'or
- 1996 : Sept à la maison
- 1996 : Superman, l'Ange de Metropolis
- 1996 : Freakazoid!
- 1996-1997 : L'Incroyable Hulk
- 1996 : Drôles de monstres (Aaahh!!! Real Monsters)
- 1997 : Happily Ever After: Fairy Tales for Every Child
- 1997 : Sabrina, l'apprentie sorcière
- 1997 : Spider-Man : Mac Gargan / Scorpion (2e voix, 6 épisodes)
- 1998 : Cléo et Chico (Cow and Chicken)
- 1998 : Un chenapan au Far-West
- 1997-1998 : The New Batman Adventures : Harvey Dent / Double-Face (2 épisodes)
- 1999 : The Parent 'Hood : Sam Bates (saison 5, épisode 2)
- 2000-2002 : La Double Vie d'Eddie McDowd : Le sorcier
- 2001 : Appelez-moi le Père Noël!
- 2001 : The Defectors
- 2002 : Le Projet Zeta : Krick (saison 2, épisode 7)
- 2002 : La Ligue des justiciers (Justice League) : Java et M. Braddock (saison 1, épisodes 22 et 23)
- 2002 : Smallville : M. Moore (saison 2, épisode 5)
- 2007 : The Fantastic Two
- 2010 : Cold Case : Affaires classées
- 2010 : Batman : L'Alliance des héros : Harvey Dent / Double-Face (2e voix) et Lew Moxon (en) (saison 2, épisode 11)
- 2010 : Scooby-Doo et le Monstre du lac : Elmer Uggins (téléfilm)
- 2012 : Au cœur de la famille : le vieux Vic (téléfilm)
- 2013 : Anger Management : Carlos (saison 2, épisode 25)
- 2013 : Ghost Shark : Finch (téléfilm)
- 2015 : Pub Quiz : Berwick (téléfilm)